# Kortney Hause
Kortney Paul Duncan Hause (* 16. července 1995 Redbridge) je anglický profesionální fotbalista, který hraje na pozici středního obránce za anglický klub Aston Villa FC. Je bývalým anglickým mládežnickým reprezentantem; hrál například v týmu Garetha Southgata, který vyhrál Tournoi de Toulon v roce 2016.

## Klubová kariéra
Hause je odchovancem akademie West Hamu United. Byl pravidelným hráčem týmu do 16 let, účastnil se například předsezónní přípravy na Bermudách v roce 2010. V šestnácti letech West Ham opustil a připojil se k akademii Birminghamu City ke konci roku 2011.

### Wycombe Wanderers
Poté, co Hause strávil jen několik měsíců v Birminghamu, podepsal v únoru 2012 mládežnickou smlouvu s Wycombe Wanderers. Svou první profesionální smlouvu podepsal s Wycombe v červenci 2012. Debutoval 3. listopadu 2012 při porážce 4:1 s Crewe Alexandra v FA Cupu. Svoji první branku v profesionální kariéře vstřelil 5. ledna 2013, a to do sítě Chesterfieldu při výhře 2:1. Během sezóny 2013/14 se stal stabilním členem základní sestavy Wycombe, dokud v listopadu 2013 neutrpěl zlomeninu kotníku.

### Wolverhampton Wanderers
Dne 31. ledna 2014, tedy v poslední den zimního přestupového období, přestoupil Hause do Wolverhampton Wanderers, kde podepsal smlouvu na dva a půl roku. V jarní části sezóny 2013/14 byl Hausem členem wolverhamptonské juniorky, ve které odehrál 7 utkání, přičemž v zápase proti Southamptonu byl kapitánem mužstva.

#### Gillingham (hostování)
V červenci 2014, aniž by odehrál jediný zápas v A-týmu Wolves, odešel Hause na půlroční hostování do třetiligového Gillinghamu. Debutoval v prvním kole sezóny, když odehrál celých 90 minut utkání proti MK Dons. 19. srpna vstřelil svůj první gól za Gillingham při remíze 2:2 se Swindon Town. Nicméně, jeho hostování bylo předčasně ukončeno v listopadu 2014 na žádost Wolves poté, co za Gills odehrál celkem 17 utkání.

#### Návrat do Wolves
V dresu Wolves debutoval 13. prosince 2014 při vítězství 1:0 nad Sheffieldem Wednesday. Po zbytek sezóny nasbíral ještě dalších 16 ligových utkání, všechny odehrál na pozici levého obránce, kvůli velké konkurenci na postu stopera, když většinu sezóny odehráli Wolves se stoperskou dvojicí Danny Batth–Richard Stearman.
Po odchodu Stearmana do Fulhamu v létě 2015 se Hause stal stabilním členem stoperské dvojice spolu s kapitánem Batthem. 24. října 2015, při domácí prohře 1:3 proti Middlesbrough, utrpěl roztržení hamstringu, kvůli kterému absentoval téměř 5 měsíců. Na hřiště se vrátil na konci února 2016, když nastoupil do utkání proti Brentfordu. Svůj první gól za Wolves vstřelil v zápase proti Fulhamu 10. prosince 2016.
S příchodem Nuna Espírita Santa na pozici hlavního trenéra v létě 2017, kdy přišli i noví stopeři Willy Boly z Porta, Ryan Bennett z Norwiche či Roderick Miranda z Rio Ave a na pozici stopera se přesunul pravý obránce Conor Coady, Hause vypadl nejen ze základní sestavy, ale nedostával se pravidelně ani na lavičku náhradníků. V sezóně Hause nastoupil do jediného utkání, a to 2. ledna 2018, kdy na posledních 7 minut utkání proti Brentfordu vystřídal Bolyho. Na postupu Wolves do Premier League tak velký podíl neměl.
V dubnu 2018 prodloužil Hause smlouvu s Wolves do léta 2021. Když na podzim 2018 neodehrál v lize ani minutu, požádal vedení klubu o hostování.

#### Aston Villa (hostování)
Dne 7. ledna 2019 odešel Hause na hostování do konce sezóny s opcí na trvalý přestup do druholigové Aston Villy. Hause debutoval v dresu Aston Villy 12. ledna 2019 při výhře 3:0 nad Wiganem Athletic. Svůj první gól ve svém novém angažmá vstřelil 13. března 2019 při vítězství 3:1 nad Nottinghamem Forest.

### Aston Villa
Dne 17. června 2019, poté, co Aston Villa vybojovala postup do Premier League, bylo oznámeno, že Villians využívají opce na trvalý přestup Hause ve výši okolo 3 milionů liber. Na začátku sezóny 2019/20 však nedostával prostor v zápasech, když nastupovala zejména stoperská dvojice Tyrone Mings–Björn Engels, kterého později nahradil Ezri Konsa. Do ligového utkání nastoupil až v 17. kole, dne 14. prosince v utkání proti Sheffieldu United, a to kvůli zranění Mingse. Po návratu Mingse do základní sestavy přešel trenér Dean Smith na hru se třemi stopery, a tak se Hause udržel v základní sestavě až do konce sezóny. Svoji první branku v Premier League vstřelil 21. června 2020 v zápase proti Chelsea, který skončil prohrou Villy 1:2.
Na začátku sezóny 2020/21 utrpěl Hause zranění třísel, kvůli kterému vynechal první dva měsíce nového ročníku Premier League. Do svého prvního zápasu po zranění zasáhl 17. prosince, když ve stoperské dvojici s Mingsem výrazně pomohl k udržení čistého konta v bezbrankové remíze proti Burnley. Svoji první, a zároveň jedinou, branku v sezóně vstřelil o 9 dní později, a to při výhře 3:0 proti Crystal Palace. Na začátku roku 2021 utrpěl Hause další zranění, tentokráte se jednalo o poranění kotníku; v základní sestavě Villians tak absentoval až do 36. kola sezóny, kdy 16. května odehrál celé utkání proti Crystal Palace.
Dne 25. září 2021, v šestém kole sezóny 2021/22, vstřelil jedinou branku utkání proti Manchesteru United na stadionu Old Trafford. V 88. minutě se střelecky prosadil po rohu Douglase Luize. Následně v nastaveném čase zahrál Hause rukou ve vlastním pokutovém území, nicméně Bruno Fernandes následný pokutový kop neproměnil.

## Statistiky
K 25. září 2021
| Klub                    | Sezóna  | Liga           | Liga   | Liga | FA Cup | FA Cup | EFL Cup | EFL Cup | Ostatní | Ostatní | Celkem | Celkem |
| Klub                    | Sezóna  | Liga           | Zápasy | Góly | Zápasy | Góly   | Zápasy  | Góly    | Zápasy  | Góly    | Zápasy | Góly   |
| ----------------------- | ------- | -------------- | ------ | ---- | ------ | ------ | ------- | ------- | ------- | ------- | ------ | ------ |
| Wycombe Wanderers       | 2012/13 | League Two     | 9      | 1    | 1      | 0      | 0       | 0       | 1       | 0       | 11     | 1      |
| Wycombe Wanderers       | 2013/14 | League Two     | 14     | 1    | 2      | 0      | 1       | 0       | 3       | 0       | 20     | 1      |
| Wycombe Wanderers       | Celkem  | Celkem         | 23     | 2    | 3      | 0      | 1       | 0       | 4       | 0       | 31     | 2      |
| Wolverhampton Wanderers | 2013/14 | League One     | 0      | 0    | —      | —      | —       | —       | —       | —       | 0      | 0      |
| Wolverhampton Wanderers | 2014/15 | Championship   | 17     | 0    | —      | —      | —       | —       | —       | —       | 17     | 0      |
| Wolverhampton Wanderers | 2015/16 | Championship   | 25     | 0    | 0      | 0      | 2       | 0       | —       | —       | 27     | 0      |
| Wolverhampton Wanderers | 2016/17 | Championship   | 24     | 2    | 3      | 0      | 3       | 0       | —       | —       | 30     | 2      |
| Wolverhampton Wanderers | 2017/18 | Championship   | 1      | 0    | 2      | 0      | 1       | 0       | —       | —       | 4      | 0      |
| Wolverhampton Wanderers | 2018/19 | Premier League | 0      | 0    | 0      | 0      | 2       | 0       |         |         | 2      | 0      |
| Wolverhampton Wanderers | Celkem  | Celkem         | 67     | 2    | 5      | 0      | 8       | 0       | —       | —       | 80     | 2      |
| Gillingham (host.)      | 2014/15 | League One     | 14     | 1    | 1      | 0      | 2       | 0       | 0       | 0       | 17     | 1      |
| Aston Villa (host.)     | 2018/19 | Championship   | 12     | 1    | —      | —      | —       | —       | 0       | 0       | 12     | 1      |
| Aston Villa             | 2019/20 | Premier League | 18     | 1    | 0      | 0      | 6       | 0       | 0       | 0       | 24     | 1      |
| Aston Villa             | 2020/21 | Premier League | 7      | 1    | 0      | 0      | 3       | 0       | 0       | 0       | 10     | 1      |
| Aston Villa             | 2021/22 | Premier League | 2      | 1    | 0      | 0      | 2       | 0       | 0       | 0       | 4      | 1      |
| Aston Villa             | Celkem  | Celkem         | 27     | 3    | 0      | 0      | 11      | 0       | 0       | 0       | 38     | 3      |
| Celkem                  | Celkem  | Celkem         | 142    | 9    | 9      | 0      | 19      | 0       | 5       | 0       | 182    | 9      |

## Ocenění

### Reprezentační

#### Anglie U21
- Tournoi de Toulon: 2016[42]